# Independientes de Asturias
Independientes de Asturias (IDEAS) es un partido político español de ámbito asturiano fundado en 2008 por el exportavoz parlamentario del PP de Asturias Juan Morales Sánchez.
IDEAS surgió en 2008 tras la victoria de Ovidio Sánchez en el congreso regional del PP de Asturias, tras en cual su portavoz parlamentario Juan Morales Sánchez, que también se postuló para la presidencia del partido, obteniendo un 38% de los votos, abandonó el partido. De cara a las elecciones asturianas de 2011 este fue proclamado candidato a la presidencia de la Junta de Asturias.
Tras la marcha de Francisco Álvarez-Cascos del PP, CDS ofreció a IDEAS la posibilidad de presentar una candidatura conjunta liderada por Álvarez Cascos, oferta rechazada por IDEAS.